# Américo Pires de Lima
Américo Pires de Lima ComA • MCC (Santo Tirso, Areias, 23 de fevereiro de 1886 — Porto, 14 de agosto de 1966) foi um médico, botânico e professor universitário português.

## Vida e obra
Os de Lima são descendentes por linha feminina de D. Leonel de Lima, 1.° Visconde de Vila Nova de Cerveira, e de sua mulher D. Filipa da Cunha.
Conclui na cidade do Porto os seus estudos liceais para, logo a seguir, entrar no Curso de Farmácia. Ainda no curso de Farmácia pede transferência para o curso de Medicina da Escola Médico-Cirúrgica do Porto.
Conclui a licenciatura a 17 de Julho de 1911 com a defesa da sua tese inaugural O Valor Higiénico do Leite do Porto (contribuição para o seu estudo), apresentada à Faculdade de Medicina da Universidade do Porto.
Em 1912 vai desempenhar as funções de docente, como assistente de Clínica Médica na Faculdade de Medicina da Universidade do Porto mas ainda nesse ano pede a demissão. No ano seguinte, vai para a Faculdade de Ciências da Universidade do Porto onde é designado 2.º assistente do 3.º grupo (Zoologia) e, mais tarde, 1.º assistente do grupo de Botânica. Em 1921 consegue a nomeação para professor catedrático.
Com a entrada de Portugal na Primeira Guerra Mundial, Américo Pires de Lima é mobilizado (1916) como oficial médico e ocupa o cargo de chefe da Secção de Higiene e Bacteriologia da Expedição a Moçambique. No período que esteve em Moçambique aproveita para estudar e colecionar vegetação e animais.
Foi diretor da Faculdade de Farmácia da Universidade do Porto, entre 1929 e 1932, e da Faculdade de Ciências da Universidade do Porto, entre 1935 e 1945.
Foi, também diretor do Instituto de Botânica Dr. Gonçalo Sampaio e por seu intermédio a Universidade do Porto adquiriu o Palacete Andresen, actualmente Jardim Botânico do Porto.
Participou em inúmeros encontros científicos nacionais e internacionais e foi autor de variados trabalhos nas áreas da Botânica, Antropologia, Medicina, História e Farmácia.
Pela sua participação na campanha de Moçambique, atingiu o posto de Major, foi feito Comendador da Ordem Militar de São Bento de Avis a 6 de Novembro de 1929 e agraciado com a Medalha Comemorativa da Campanha Moçambique, 1914-1918 e com a Medalha da Vitória.
Colaborou na revista Prisma (1936-1941).